# Farmacopeia popular

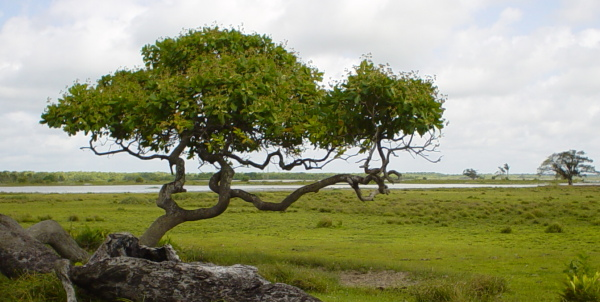
O cajueiro, planta típica da flora brasileira, possui propriedades fitoterápicas reconhecidadas pela população nativa, que as incorporou à sua cultura.

É o conhecimento do uso medicinal da fauna, e, predominantemente, a flora de um determinado local pela população que lá vive, que o transmite por meio da educação. Os fármacos são consumidos em sua forma bruta, geralmente em forma de chá, ou são mascados como a folha da coca, promovendo efeitos anestésicos, anti-inflamatórios e até infecticidas. Toda cultura atual ou antiga apresenta um tipo de saber farmacêutico. As descobertas dos efeitos fitoterápicos se deu pelo empirismo, método científico no qual há a comprovação de um fato com na base na observação. Entre as sociedades indígenas, há um Xamã ou Pajé, um indivíduo encarregado pela comunidade de ministrar o conhecimento medicinal e usá-lo quando necessário.

## História

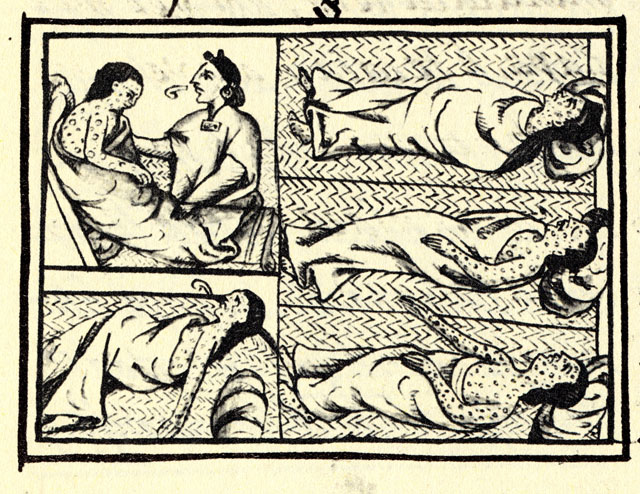
Os maias, segundo o livro "Historia general de las cosas de la Nueva España", conheciam técnicas medicinais capazes de aliviar os sintomas de doenças como, por exemplo, a varíola(na foto)

A quantidade de fármacos descobertos varia dependendo do tempo desde o qual um povo se estabeleceu de forma definitiva. Nas Américas, os povos norte, sul e mesoamericanos desenvolveram uma única e variada farmacopéia, sendo a mais desenvolvida a dos povos da América Central, entre estes os Maias, Incas e Astecas. Bernardino de Sahagún, frade espanhol do século XVI, escreveu em seu Códice Florentino que estes povos apresentavam um notável avanço tecnológico em diversas áreas do saber, entre elas a Farmacologia. No entanto, nem mesmo o vasto conhecimento destes povos impediu que doenças trazidas pelos europeus como a sífilis e a varíola dizimassem a maioria da população. Devido a este evento e à ineficiência dos colonizadores europeus em documentar os arquivos nativos , grande parte destes se perderam. 
Na América do Sul, em particular na Floresta Amazônica, os povos indígenas desenvolveram também uma diversificada farmacopéia, devido à diversidade da flora deste domínio e a considerável permanência nativa na região. Apesar de não tão avançado quanto o dos povos mesoamericanos, o conhecimento farmacêutico dos índios amazônicos era igualmente grande, se não maior. No Brasil, o Cerrado, bioma predominante da região Centro-Oeste e o segundo maior em área do país, possui grande diversidade de fármacos que podem ser aproveitados e manejados para o uso pela sociedade industrializada, mas com 40% de sua área devastada e apenas 1,5% de sua extensão demarcada e protegida pelo Governo Federal, é um patrimônio em risco. Há também, no Nordeste, uma variada farmacopeia. Em um estudo sobre os fármacos explorados na região de Barbalha, Juazeiro e Crato, as espécies mais encontradas nesta forma foram: Melissa officinalis, Mentha villosa e Pimpinella
anisum. A parte mais usada são as folhas, no tratamento de cólicas, má digestão e gastroenterites. Muitas plantas, porém, são usadas no tratamento de doenças folclóricas ou populares, classificadas pela OMS como doenças culturais
A exploração medicinal da farmocopeia é muito comum nas medicinas orientais, como a chinesa, onde, mesmo com a eficácia comprovada de grande número de fármacos, muitos também não tiveram um efeito positivo confirmado no tratamento ou na prevenção de doenças, caindo à categoria de Medicina Alternativa. Dada a existência milenar das culturas asiáticas, o número de remédios naturais é imenso, tendo sido pouco catalogado e reconhecido pela Medicina Ocidental. 